# Liste der kanadischen Biathleten des Jahres
Die Liste der kanadischen Biathleten des Jahres listet alle seit der Einführung der Auszeichnung 1993 prämierten Biathleten, sowie die Trainer des Jahres.
Die Auszeichnung wird jährlich für die zurückliegende Saison vergeben. Meist prämierte Sportler sind Zina Kocher und Robin Clegg mit jeweils drei Titeln, bei den Trainerinnen Sandrine Charron mit vier Titeln. Bei den männlichen Trainern gibt es mehrere Doppel-Titelträger.
Neben Sportlern und Trainern des Jahres, die auch aus dem Juniorenbereich stammen können, werden weitere Auszeichnungen verliehen
- Myriam Bédard Award: der Preis wird für besondere Hingabe und Engagement bei der Verbesserung des Biathlonsports in Kanada verliehen, er kann an Sportler, Trainer oder Offizielle vergeben werden. Er ist nach der Olympiasiegerin und damit erfolgreichsten kanadischen Biathletin Myriam Bédard benannt.
- Ruedi Setz Memorial Award: der Preis wird an die Person vergeben, die in der Saison den signifikantesten Beitrag zum kanadischen Biathlon geleistet haben
- June Hooper Memorial Award: der Preis wird an Personen vergeben, die einen nachhaltigen Beitrag zur Entwicklung des Biathlonsports geleistet haben. Er wurde nach der Begründerin des kanadischen Biathlonsports, June Hopper, benannt.

Der Official of the Year-Award wurde bislang nur einmal im Jahr 2008 vergeben. 

## Biathleten und Trainer des Jahres
| Jahr | Biathletin des Jahres | Biathlet des Jahres     | Trainerin des Jahres | Trainer des Jahres |
| ---- | --------------------- | ----------------------- | -------------------- | ------------------ |
| 1993 | Myriam Bédard         | Glenn Rupertus          | Sheryl Hayes         | Roger Archambault  |
| 1994 | Myriam Bédard         | Tony Fiala              | Jan Robinson         | Geret Coyne        |
| 1995 | Kristin Saugen        | Tom Zidek               | Robyn Williams       | Greg Campbell      |
| 1996 | –                     | –                       | –                    | –                  |
| 1997 | Martine Albert        | Eric Jensen             | Sonya Strausz        | Roger Archambault  |
| 1998 | Martine Albert        | Glenn Rupertus          | Sheryl Hayes         | Nelson Ayotte      |
| 1999 | Michelle Collard      | Ivan Phillion           | Yvonne Visser        | Craig Ferguson     |
| 2000 | Maryke Ciaramidaro    | Nelson Ayotte           | Justine Mumford      | Richard Boruta     |
| 2001 | Maryke Ciaramidaro    | Robin Clegg             | Sandrine Charron     | Iaroslav Khomiak   |
| 2002 | Zina Kocher           | Robin Clegg             | Sandrine Charron     | Geret Coyne        |
| 2003 | Sandra Keith          | Robin Clegg             | Amy Ford             | Daniel Lefebvre    |
| 2004 | Zina Kocher           | Jean-Philippe Leguellec | –                    | Petr Zidek         |
| 2005 | Audrey Attali         | Patrick Côté            | Jacqueline Akerman   | Matthias Ahrens    |
| 2006 | Zina Kocher           | David Leoni             | Sandrine Charron     | Dan Mallett        |
| 2007 | Megan Tandy           | Jaime Robb              | Fiona Coy            | Doug Sylvester     |
| 2008 | Rosanna Crawford      | Marc-André Bédard       | –                    | John Jaques        |
| 2009 | Yolaine Oddou         | Kurtis Wenzel           | Sandrine Charron     | David Bradley      |
| 2010 | Rose-Marie Côté       | Jean-Philippe Leguellec | Judy Hale            | Pierre Pépin       |
| 2011 | Audrey Vaillancourt   | Scott Gow               | Michelle Armitage    | John Jaques        |
| 2012 | Melanie Schultz       | Brendan Green           | Vanessa Bonk         | Richard Boruta     |
| 2013 | Rosanna Crawford      | Scott Perras            | Judy Hale            | Alan Ball          |
| 2014 | Audrey Vaillancourt   | Jean-Philippe Leguellec | Kathy Davies         | Mike Lushington    |

## Myriam Bédard Award
- 1999: Charm Rebus
- 2000: –
- 2001/02: Brian McKeever
- 2002/03: François Leboeuf
- 2003/04: Joanie Haché
- 2004/05: Brendan Green
- 2005/06: Martine Albert
- 2006/07: Erika Charron
- 2007/08: Sandra Keith
- 2008/09: Carol Henley und Bruno St-Onge
- 2009/10: Sandra Keith
- 2010/11: Jean-Philippe Leguellec
- 2011/12: Claude Godbout
- 2012/13: Lise Leguellec[1]
- 2013/14: Brendan Green

## Ruedi Setz Memorial Award
- 1990: Art Hooper
- 1991: George Durham
- 1992: Ray Kokkonen
- 1993: Dan O’Connor
- 1994: Rick Crossen
- 1995: Gail Niinimaa
- 1996: Normand Gonthier
- 1997: Don Rodgers
- 1998: Diane Levesque
- 1999: Stephen Bend
- 2000: Graham Lindsay
- 2001: Barry Connatty
- 2002: Carol Henley
- 2003: Rhéal Laviolette
- 2004: Bruno St-Onge
- 2005: Organisationskomitee der Nordamerikanischen Meisterschaften 2005
- 2006: Stephen Hale
- 2007: Sky Pearso
- 2008: Max Saenger
- 2009: Ken Davies
- 2010: Noel Charchuk
- 2011: Murray Wylie
- 2012: Carol Henley
- 2013: Bryan Singleton[1]
- 2014: Donald Villeneuve

## June Hooper Memorial Award
- 1998: Ray Kokkonen
- 1999: Bernard Voyer, Veli Niinimaa
- 2000: Jean-Guy Levesque
- 2001/02: Gail Niinimaa
- 2002/03: Gaétan Melançon
- 2003/04: Rick Green
- 2004/05: Paul Dorotich
- 2005/06: Bruno St-Onge
- 2006/07: Carol Henley
- 2007/08: Stephen Hale
- 2008/09: Bob Bentley
- 2009/10: Pat Bobinski
- 2010/11: Doug Swallow
- 2011/12: Sandrine Charron
- 2012/13: Ken Ransom[1]
- 2013/14: Tim Hurley, France Hurley

## Official of the Year
- 2008: Bruno St-Onge

## Belege
1. 1 2 3 4  Preisträger 2013 (Memento des Originals vom 13. Februar 2014 im Internet Archive)  Info: Der Archivlink wurde automatisch eingesetzt und noch nicht geprüft. Bitte prüfe Original- und Archivlink gemäß Anleitung und entferne dann diesen Hinweis.